# 埼玉平成中学校・高等学校
埼玉平成中学校・高等学校（さいたまへいせいちゅうがっこう・こうとうがっこう）は、埼玉県入間郡毛呂山町にあり、中高一貫教育を提供する男女共学の私立中学校・高等学校。学校法人山口学院が運営する。通称は『埼玉平成』『埼平中』『平成高』。
高等学校においては、中学校から入学した内部進学の生徒と高等学校から入学した外部進学の生徒の間では、3年間別々にクラスを編成する併設型中高一貫校。全日制普通科で、4つのコースと中高一貫6年コースからなる。
18年連続関東大会出場の女子ソフトテニス部、全国大会3回優勝の女子サッカー部、ゴルフ部、県8強に食い込む男子サッカー部、硬式野球部、女子バレーボール部、軽音楽部等、全国大会や関東大会に出場するクラブも多い。
姉妹校に国際情報経済専門学校、霞ヶ関高等学校がある。

## 概要
「為すことによって学ぶ -Learn by Doing-」を建学の精神とし、教育基本法並びに学校教育法に則り、知性と教養を高め、正義と平和を愛し、勤労と責任を重んじ、心身共に健康で人間性豊かな若人の育成に努めることを教育方針とする。
高等学校においては、新たに「言葉に強い生徒を育て、日本語力・英語力を高める」ことに重点を置き、中学校においては、中高一貫教育の中で「国際社会に貢献できる心豊かで逞しい人間の育成を目指す」ことに力を入れている。

## 校訓
『校訓』：創造・自律・親切
- 「創造」…“熱き”心・志を持ち、積極的にチャレンジする生徒・自ら学ぶ生徒を育てる。
- 「自律」…“品位”と“けじめ”のある、節度ある生徒・責任ある行動がとれる生徒を育てる。
- 「親切」…“あいさつ”を率先励行できる生徒・思いやりのある生徒を育てる。

## 教育目標
目標
- 徳体知の調和のとれた教育により社会人として21世紀に活躍できる国際人を育てる。
- 大学・短大等に進学できる学力とより高い人間形成の完成に重点を置き、新時代に対応できる人材を養成する。
- ひとりひとりの生徒を大切に指導し、持てる個々の力を伸ばす。
- 躾・礼儀・スポーツに重点をおく。

2012年（平成24年）度より
高等学校では以下の目標を加えた指導を展開する。
- 「言葉」に強い生徒を育てる。

2012年（平成24年）度より
中学・高等学校 中高一貫コースにおいては従来の指導に加え以下の指導を展開する。
- 卒業後の未来を見すえたキャリア教育。

## 沿革
- 1969年7月 - 学校法人山口学園設立。
- 1984年2月 - 山口学園女子高等部として、埼玉女子高等学校設置認可。
- 1984年4月 - 埼玉女子高等学校開校。
- 1988年4月 - 埼玉高等学校へ改称。共学制実施。
- 1989年4月 - コース制教育課程実施。特進・文理（文系・理系・情報系）・体育の3コースを置く。
- 1990年8月 - 女子サッカー部全国制覇。
- 1992年4月 - ゴルフコース設置。
- 1994年4月 - 看護医療コース設置。
- 1997年4月 - 隣接地に併設の埼玉平成中学校を開校。既存の高校3ヶ年教育とは別に、中高一貫6か年教育を開始。
- 2000年4月 - 山口学院に設置者変更。埼玉平成高等学校と改称。中高一貫類型をサウスキャンパスに開設。類型制教育課程実施。計4類型を置く。
- 2011年4月 - 埼玉平成高等学校の制服変更。
- 2012年4月 - 埼玉平成高等学校における従来の類型制教育課程を、「特別選抜コース」・「特別進学コースⅠ」・「特別進学コースⅡ」・「進学コース」の4コースに再編するとともに、隔週の週休2日制から完全週6日制授業展開へと変更。なお、従来の看護医療類型は「進学コース」の中に含まれる。また、「中高一貫コース」は中学校と一体化させ中高一貫6ヶ年教育の特徴を強化し、「埼玉平成中学・高等学校 中高一貫コース」とした。
- 2015年4月 - 埼玉平成高等学校「進学コース」内に、大学進学を目指しながらサッカーの一流選手としてピッチで輝く覇者を目指す新コース「進学スーパーサッカーコース」を設置。

## 事故・問題となった事件
ゴルフ部で男子生徒が重傷 コーチが傷害容疑で書類送検
2007年（平成19年）9月21日、プロゴルファーでゴルフ部非常勤講師の男性コーチ（当時28歳）が打った打球が、ゴルフ部の2年男子生徒（当時17歳）の額を直撃し重症を負った。
コーチは「弾道を見せる」として部員生徒を練習場内の60～70メートル先に立たせてボールを打ったところ、生徒の右前額部を直撃した。コーチは自分のゴルフ用具を忘れたため、別の部員のドライバーを使い、手袋をしていなかった。また重傷を負った生徒には野球用のキャッチャーミットを持たせていた。
この事故で埼玉県警察西入間警察署は、傷害容疑でコーチを書類送検した。当初は業務上過失傷害容疑で捜査していたが、コーチはボールが当たる恐れがあると知りながら、生徒のいる方向を狙って打ったことが分かり、傷害容疑が適用された。
事故後、部員は陥没骨折など約2か月で入院し休部していたが、同年9月末に退院。10月中旬に練習を再開した。
野球部で練習中にボールが頭に直撃 高1の部員意識不明
2015年（平成27年）2月22日、同校の寮に住む1年の野球部員の男子生徒（当時16歳）が、校庭で守備練習中に事務職員で野球部コーチの男性（当時32歳）がノックしたボールが、ノーバウンドで生徒の頭に当たり倒れた。生徒は病院に運ばれたが、頭の骨を折って急性くも膜下血腫で意識不明の重体だった。

## 著名な卒業生
- 加賀繁（元プロ野球選手）
- 日下部智子（プロゴルファー）
- 法師人美佳（元女子サッカー選手）
- 森田牧子（元女子サッカー選手）
- 薊理絵（元女子サッカー選手）
- 志村謄（プロサッカー選手）
- 細田智也（政治家）
- 佐々木旭（プロサッカー選手）
- 長峰祐斗（プロサッカー選手）
- 佐久間朱莉（女子プロゴルファー）

## アクセス
- 東武越生線 川角駅より徒歩約5分。